# ケーブルテレビショー
ケーブルテレビショーは、日本国内最大のケーブルテレビの総合コンベンション。日本ケーブルテレビ連盟と日本CATV技術協会が主催する。
以前は池袋のサンシャインシティで開催されていたが、2003年から2009年までは東京ビッグサイトで開催された。2010年は再びサンシャインシティで開催された。メーカーとコンテンツ事業者が共同で開催するのはこの年が最後となった。
2011年はイベント名を「ケーブルショー」に変更の上、デジタル放送への完全移行や東日本大震災の影響もあり、9月（通例は6月）に東京ドームホテルにて規模を縮小して開催した。2012年は「ケーブルコンベンション」（大手町サンケイプラザ）と「ケーブル技術ショー」（東京ドームシティ プリズムホール）に分割して7月に開催した。

## 開催概要
- 総合展示会
- 贈賞式
  - ケーブルテレビ功労者表彰
  - 日本ケーブルテレビ大賞[2]
  - プロモーションアワード
  - ベストプラクティス大賞
- 懇談パーティ
- 総合シンポジウム
- 分科会
- レディスフォーラム
- マーケティングサミット

## 組織
- 主催　
  - 日本ケーブルテレビ連盟、日本CATV技術協会
- 後援
  - 総務省、アメリカ大使館
- 特別協賛
  - 衛星放送協会、日本ケーブルラボ他
- 特別協力
  - 日本放送協会（NHK）、日本民間放送連盟、デジタル放送推進協会
- 協力
  - 日本テレビ放送網、TBSテレビ、フジテレビジョン、テレビ朝日、テレビ東京、朝日新聞社、毎日新聞社、読売新聞社、日本経済新聞社、産経新聞社、東京新聞、共同通信社、時事通信社、日本経済団体連合会、電子情報技術産業協会、電波産業会、電気通信事業者協会、テレコムサービス協会、日本インターネットプロバイダー協会、コンピュータエンターテインメント協会、全国地域情報化推進協会